# Pivka
Pivka (pronunciación: [ˈpiːu̯ka]; alemán: St. Peter in Krain; italiano: San Pietro del Carso) es una localidad eslovena, capital del municipio homónimo en el suroeste del país.
En 2018 tiene 2109 habitantes.
Recibe su nombre del río Pivka, un curso de agua del Carso. Se conoce su existencia desde 1300, cuando se menciona como villa Sancti Petri super Piucha ("San Pedro sobre el Pivka"), cambiando su nombre posteriormente a Šent Peter na Krasu ("San Pedro en el Carso"). Adoptó su topónimo actual en 1952, como consecuencia de la política antirreligiosa del gobierno de la República Federal Popular de Yugoslavia.
Se ubica sobre la carretera 6, a medio camino entre Liubliana y Rijeka.